# Scott Hoffman
Scott Hoffman (* 10. Oktober 1961 in Fort Myers, Florida, USA) ist ein US-amerikanischer Rock-Schlagzeuger und Perkussionist. Er spielte von 1992 bis 1997 in der Southern-Rock-Band 38 Special.

## Leben
Hoffman begann in der High School als Perkussionist mit dem Miami Beach Symphony Orchestra. Später spielte er für O-Town, Down Time, Chris Hicks Band (Marshall Tucker Band & The Outlaws), Brian Howe (Bad Company), Johnny No Name aka AJ McLean (Backstreet Boys) und für Mindi Abair. Darüber hinaus spielte Hoffman Schlagzeug mit James Taylor, Steve Gadd, Jerry Douglas, Paul Simon und Doug Belote.
Hoffman studierte am Berklee College of Music; er schloss im Jahr 1983 mit einem Bachelor of Music Degree in Audio Recording ab.